# Simone Marinho
Simone Marinho é uma jornalista e fotógrafa independente, mestranda em Comunicação Social na PUC-RIO, pós-graduada em Fotografia Documental como Instrumento de Pesquisa Social e formada em jornalismo pela UFRJ.

## Carreira
Natural do Rio de Janeiro, trabalhou como fotógrafa independente por 14 anos no jornal O Globo.
Ganhou a 5ª edição Troféu Mulher Imprensa como repórter fotográfica de jornal ou revista. Foi uma das finalistas na categoria gênero do Prêmio Abdias Nascimento de Jornalismo na edição de 2012. É coautora do livro Nos Limites da Amazônia Azul. colaborando com fotografias.
Parceira no projeto #Colabora, publica sobre marketing, politica e assuntos ligados à mulher. Ainda participa do movimento Fotógrafas Brasileiras, que conta com mais de 1.200 mulheres unidas para troca de conhecimento, busca de visibilidade e reconhecimento de seu espaço por meio da criatividade.

## Fotografia

### Projetos
- Senhoras de Biquíni;[9]
- Beleza Afro-Brasileira;[10]
- Gravidez na Adolescência;[11]
- Copacabelo;[12]
- Rio/Berlim/Rio;[13]
- Ilhas Malvinas;
- Amazônia Azul;[14]
- Retratos.[15]

## Livros

### Nos limites da Amazônia Azul
Simone Marinho contribui com suas fotografias em Nos limites da Amazônia Azul, que tem seus textos produzidos por Antonio Marinho e Roberta Jansen e teve sua primeira edição publicada no ano de 2010.
O livro mostra os limites além da costa brasileira, que recria a época da colonização brasileira. Alguns exemplos dos lugares retratados no livro são o Arquipélago de São Pedro e São Paulo, no Nordeste, e a Ilha de Trindade, no Sudeste. Essas áreas foram visitadas por naturalistas, exploradores, piratas e aventureiros de todos os tipos, o que garantiu que a mesmas se tornasses palcos de diversas histórias e lendas que fazem parte da formação do Brasil.